# Gheorghe Craioveanu
Gheorghe Craioveanu (Hunedoara, 15 febbraio 1968) è un ex calciatore rumeno, di ruolo attaccante.

## Palmarès

### Club

#### Competizioni nazionali
- Campionato rumeno: 1

Universitatea Craiova: 1990-1991
- Coppa di Romania: 2

Universitatea Craiova: 1990-1991, 1992-1993

#### Individuale
- Capocannoniere del campionato rumeno: 2

1993-1994 (22 gol), 1994-1995 (27 gol)